# سیارک ۱۶۸۵۲
سیارک ۱۶۸۵۲ (به انگلیسی: 16852 Nuredduna، نامگذاری:1997YP2) شانزده هزار و هشتصد و پنجاه و دومین سیارک کشف شده‌است که در ۲۱ دسامبر ۱۹۹۷ کشف شد.
قدر مطلق سیارک برابر ۱۴٫۳۰ است.